# Квикборн (Дитмаршен)
Квикборн (нем. Quickborn) — община в Германии, в земле Шлезвиг-Гольштейн.
Входит в состав района Дитмаршен. Подчиняется управлению КЛьГ Бург-Зюдерхаштедт. Население составляет 205 человек (на 31 декабря 2010 года). Занимает площадь 6,95 км².